# Boca de Ouro (film 1963)
Boca de Ouro è un film del 1963 diretto da Nelson Pereira dos Santos.

## Produzione
Il film fu prodotto dalla Copacabana Filmes. Fama Filmes. Imbracine, Inbracine Filmes.

## Distribuzione
Il film fu distribuito dalla Herbert Richers Produções Cinematográficas. Gli venne dato il titolo internazionale inglese The Golden Mouth.